# Cordova, Alabama
Cordova är en stad i Walker County i Alabama. Vid 2010 års folkräkning hade Cordova 2 095 invånare.

## Kända personer från Cordova
- James S. Voss, astronaut